# Torrente 3: El Protector (jeu vidéo)
Torrente 3: El Protector est un jeu vidéo de type GTA-like sorti sur PC et PS2 et développé par Virgin Play. Il est tiré du film du même nom : Torrente 3: El Protector.